# أمين زكي سليمان
الفريق أمين زكي سليمان (1884 - 1971) هو رئيس أركان الجيش العراقي بالوكالة سابقا، تولى القيادة منذ 25 شباط 1940، وحتى 29 أيار 1941. ولد ببغداد في العراق عام 1884. 